# Atelier 801
Atelier 801 es una compañía francesa desarrolladora de videojuegos independiente con sede en Lille, Francia. Fue fundada en octubre de 2011 por Jean-Baptiste Le Marchand y Mélanie Christin.

## Historia
La compañía surgió por Transformice, un videojuego desarrollado por Jean-Baptiste Le Marchand y Mélanie Christin como hobby. Le Marchand se encargaba de la programación del videojuego, mientras que Christin trabajaba en el apartado gráfico. El videojuego se dio a conocer tras haber sido publicado en un foro en 2010, lo que generó un tráfico de unos 10 mil jugadores, sobrecargando el servidor.
En 2011 decidieron abandonar sus empleos para fundar la compañía, Atelier 801. Tuvieron que trabajar a jornada completa y contratar a 10 personas más para satisfacer la demanda de usuarios de su nuevo juego.
Recibieron en 2013 el premio de Entrepreneur of the Year de Norte (Francia).

## Videojuegos
- Transformice (2010)
- Bouboum (2013)
- Fortoresse (2013)
- Nekodancer (2014)
- Run For Cheese (2014)
- Dead Maze (2018)
- Transformice Adventures (En desarrollo desde 2019)[8]